# اسکی‌شهر (اردبیل)
اسکی‌شهر یک روستا در بخش مرکزی شهرستان اردبیل است که در دهستان بالغلو واقع شده است. اسکی‌شهر ۷۰ نفر جمعیت دارد.